# Клейтония
Клейто́ния, также клайто́ния (лат. Claytonia) — род двудольных цветковых растений, включённый в семейство Монтиевые (Montiaceae). Ранее включался в семейство Портулаковые (Portulacaceae).

## Название
Научное название рода было впервые использовано Яном Фредериком Гроновиусом в 1737 году. Гроновиус назвал этот род в честь Джона Клейтона — английского ботаника, изучавшего флору Северной Америки (Виргинии), — по образцам которого он и описывал растения. В 1753 году Карл Линней в Species plantarum перенял это название.

## Ботаническое описание
Клейтонии — однолетние и многолетние травянистые растения. Листья собраны в прикорневую розетку, у большинства видов также в небольшом количестве супротивно на стебле, иногда срастающиеся.
Цветки собраны в метёльчатые или кистевидные соцветия. Чашечка разделена 2 доли, не опадает. Венчик состоит из пяти раздельных лепестков, окрашенных в белый или светло-розовый цвет. Тычинки в количестве 5, приросшие к основанию лепестков. Рыльце пестика трёхраздельное. Завязь с 3—6 семязачатками.
Плод — коробочка с 3—6 сплюснутыми семенами, при созревании раскрывающаяся на 3 створки.

## Ареал
Большая часть видов клейтонии распространена в Северной Америке, однако также многие произрастают в Восточной Азии. Некоторые натурализованы в Европе.

## Таксономия
|  |                                      |  |                                                         |                                                         |                     |  | ещё 33 семейства (согласно Системе APG III) |                                  |                                  |                |
|  |                                      |  |                                                         |                                                         |                     |  |                                             |                                  |                                  | около 25 видов |
|  |                                      |  |                                                         | порядок Гвоздичноцветные                                |                     |  |                                             |                                  | род Клейтония                    |                |
|  |                                      |  |                                                         | порядок Гвоздичноцветные                                |                     |  |                                             |                                  | род Клейтония                    |                |
|  | отдел Цветковые, или Покрытосеменные |  |                                                         |                                                         | семейство Монтиевые |  |                                             |                                  |                                  |                |
|  | отдел Цветковые, или Покрытосеменные |  |                                                         |                                                         |                     |  |                                             |                                  |                                  |                |
|  |                                      |  | ещё 58 порядков цветковых растений (по Системе APG III) | ещё 58 порядков цветковых растений (по Системе APG III) |                     |  |                                             | ещё 13 родов, в том числе Монтия | ещё 13 родов, в том числе Монтия |                |
|  |                                      |  |                                                         | ещё 58 порядков цветковых растений (по Системе APG III) |                     |  |                                             |                                  | ещё 13 родов, в том числе Монтия |                |

### Синонимы
- Belia Steller ex J.G.Gmel., 1769, nom. inval.
- Limnia L. ex Haw., 1812

### Виды
- Claytonia acutifolia Pall. ex Schult., 1819 — Клейтония остролистная
- Claytonia arctica Adams, 1817 — Клейтония арктическая
- Claytonia caroliniana Michx., 1803
- Claytonia cordifolia S.Watson, 1882
- Claytonia eschscholtzii Cham., 1831 — Клейтония Эшшольца
- Claytonia exigua Torr. & A.Gray, 1838
- Claytonia gypsophiloides Fisch. & C.A.Mey., 1836
- Claytonia joanneana Schult., 1819 — Клейтония Иоанна
- Claytonia lanceolata Pursh, 1813
- Claytonia megarhiza (A.Gray) Parry ex S.Watson, 1878 — Клейтония крупнокорневая
- Claytonia nevadensis S.Watson, 1876
- Claytonia ogilviensis McNeill, 1972
- Claytonia ozarkensis John M.Mill. & K.L.Chambers, 2006
- Claytonia palustris Swanson & Kelley, 1987
- Claytonia parviflora Douglas ex Hook., 1832
- Claytonia perfoliata Donn ex Willd., 1798 — Клейтония пронзённолистная
- Claytonia porsildii Jurtzev, 1981
- Claytonia rosea Rydb., 1904
- Claytonia rubra (Howell) Tidestr., 1925
- Claytonia sarmentosa C.A.Mey., 1829 — Клейтония отпрысковая
- Claytonia saxosa Brandegee, 1893
- Claytonia scammaniana Hultén, 1939
- Claytonia sibirica L., 1753 — Клейтония сибирская
- Claytonia soczaviana Jurtzev, 1981
- Claytonia tuberosa Pall. ex Schult., 1819 — Клейтония клубневидная
- Claytonia udokanica Zuev, 1990
- Claytonia umbellata S.Watson, 1871
- Claytonia virginica L., 1753 — Клейтония виргинская